# 三邦縣

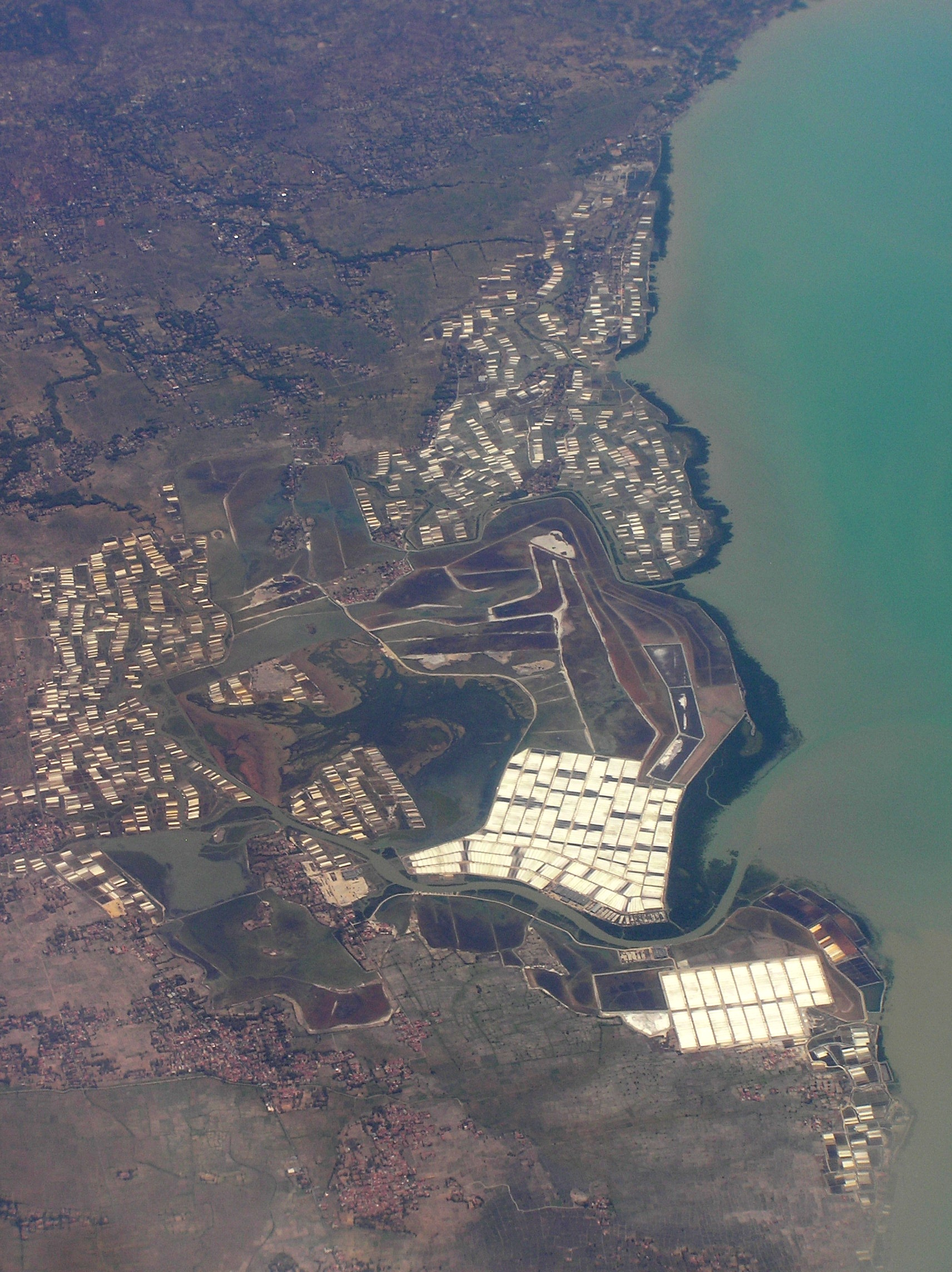

三邦縣（印尼語：Kabupaten Sampang），印度尼西亞東爪哇省位於馬都拉島的縣份。西臨邦卡蘭縣，東接帕米卡三縣。縣治位於三邦市，三邦縣下轄12個鄉。